# Николай Сомлев
Николай Сомлев е български общественик.

## Биография
Роден на 1 септември 1946 г. в град Пловдив. Завършва специалност „Обогатяване на полезни изкопаеми и очистка на води“ в Минно-геоложкия университет в София. По-късно завършва икономика на промишлеността. Работи в Металургичния комбинат в Елисейна и като главен инженер на пречиствателни станции. Бил е директор на ВИК-Пловдив. Кмет е на град от 23 октомври 1990 г. до 16 октомври 1991 г.. Умира на 12 януари 2014 г.